# Mario Melanio Medina Salinas
Mario Melanio Medina Salinas (ur. 22 października 1939 w Fernando de la Mora) – paragwajski duchowny rzymskokatolicki, w latach 1999-2017 biskup San Juan Bautista de las Misiones.

## Życiorys
Święcenia kapłańskie przyjął 17 maja 1970. 28 czerwca 1980 został mianowany biskupem Benjamín Aceval. Sakrę biskupią otrzymał 10 sierpnia 1980. 8 lipca 1997 został mianowany koadiutorem diecezji San Juan Bautista de las Misiones. 22 lipca 1990 objął urząd ordynariusza. 16 lutego 2017 przeszedł na emeryturę.